# Drino gilvoides
Drino gilvoides är en tvåvingeart som först beskrevs av Charles Howard Curran 1927.  Drino gilvoides ingår i släktet Drino och familjen parasitflugor. Inga underarter finns listade i Catalogue of Life.